# Museo diocesano d'arte sacra e benedettino
Il Museo benedettino e diocesano d'arte sacra di Nonantola è allestito nel Palazzo abbaziale, adiacente alla basilica benedettina dedicata a San Silvestro.
Il museo è stato inaugurato il 31 dicembre 1999, in occasione del Giubileo del 2000, per volere di mons. Lino Pizzi, poi vescovo di Forlì-Bertinoro, per mettere in rilievo la grande ricchezza del patrimonio di fede, storia e tradizione dell'abbazia di Nonantola e dell'arcidiocesi di Modena-Nonantola.

## Opere
Il percorso del museo si compone di due sezioni:
- "Museo diocesano" che ospita le opere provenienti dalle parrocchie dell'arcidiocesi;
- "Tesoro abbaziale di San Silvestro", che custodisce oggetti di proprietà dell'abbazia di Nonantola e dell'antico monastero.

### Sala I
Nella prima sala sono conservati i tessuti di manifattura bizantina, che avevano in antico la funzione di avvolgere le spoglie dei santi nonantolani. I tessuti sono stati rinvenuti nell'abbazia nel 2002, insieme a frammenti minori e altri oggetti:
- sciamito rosso con aquile;
- sciamito di colore verde chiaro con animali ricamati in oro;
- sciamito bianco con leonesse, cervi e lepri.

A questi si aggiunge l'arca romana di papa Silvestro I che ha conservato le reliquie del santo dal 756, quando giunse da Roma, fino al 1914.

### Sala II
La seconda sala conserva il nucleo principale del Tesoro abbaziale. Di rilievo:
- reliquiario della Santa Croce (X-XI secolo), in lamina d'oro e smalti;
- stauroteca a doppia traversa (XI-XII secolo), decorata a sbalzo con le immagini dell'imperatore Costantino e della madre Elena;
- Lipsanoteca di san Senesio e san Teopompo (fine XII - inizio XIII secolo), in argento sbalzato;
- stauroteca a croce greca (XIII - XIV secolo);
- reliquiario del braccio di san Silvestro (1372), di Giuliano da Bologna;
- reliquiario a cassetta di sant'Anseride, in avorio (fine XI - inizio XII secolo), di manifattura orientale o siciliana;
- cantatorium o graduale (fine XI - inizio XII secolo), un raro codice musicale con le melodie gregoriane;
- evangelario di Matilde di Canossa con miniature e legatura (XIII secolo), in argento dorato e sbalzato;
- Acta Sanctorum, un codice (XII secolo) con copertura in avorio, che narra le vite dei santi nonantolani.

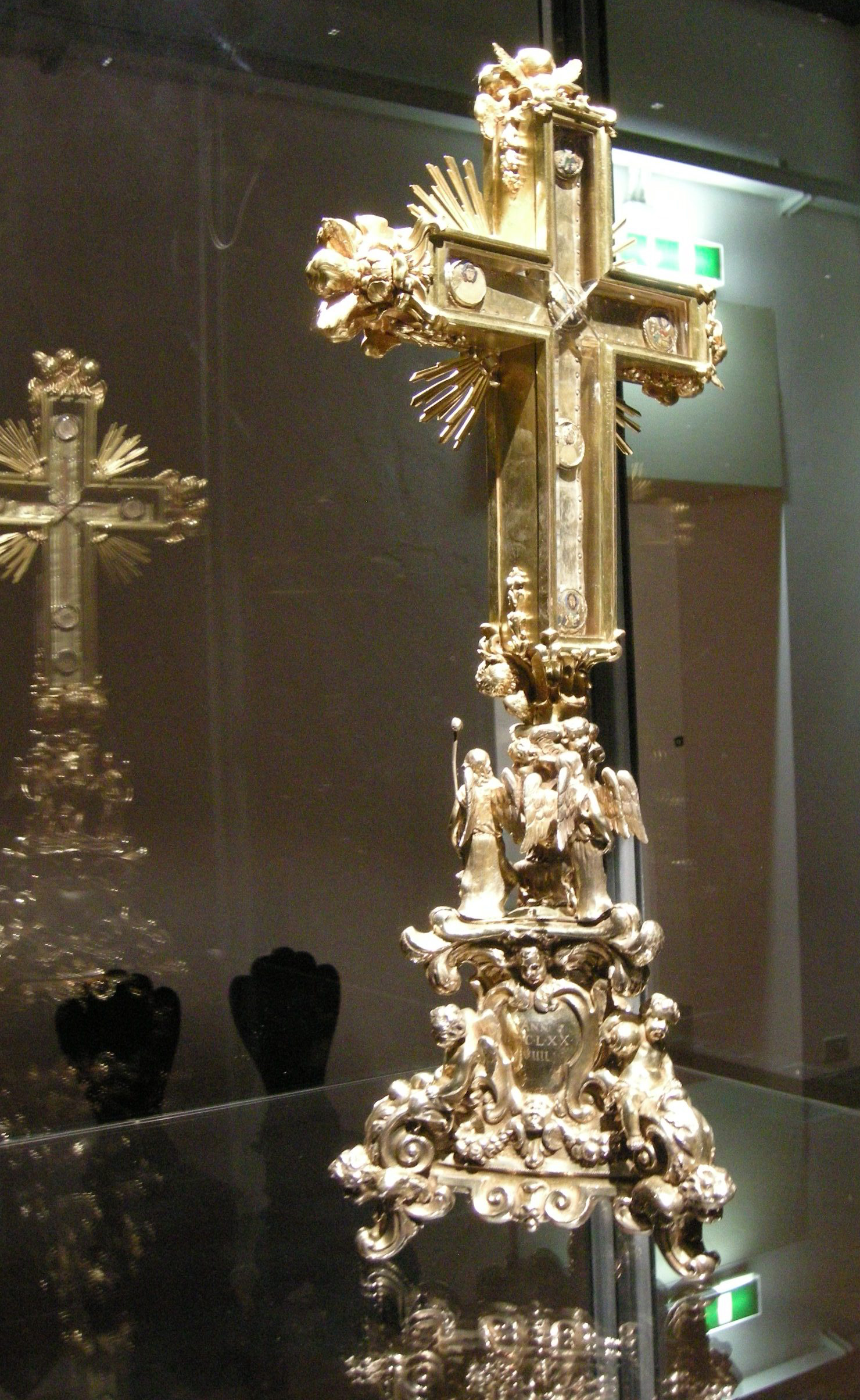
Stauroteca
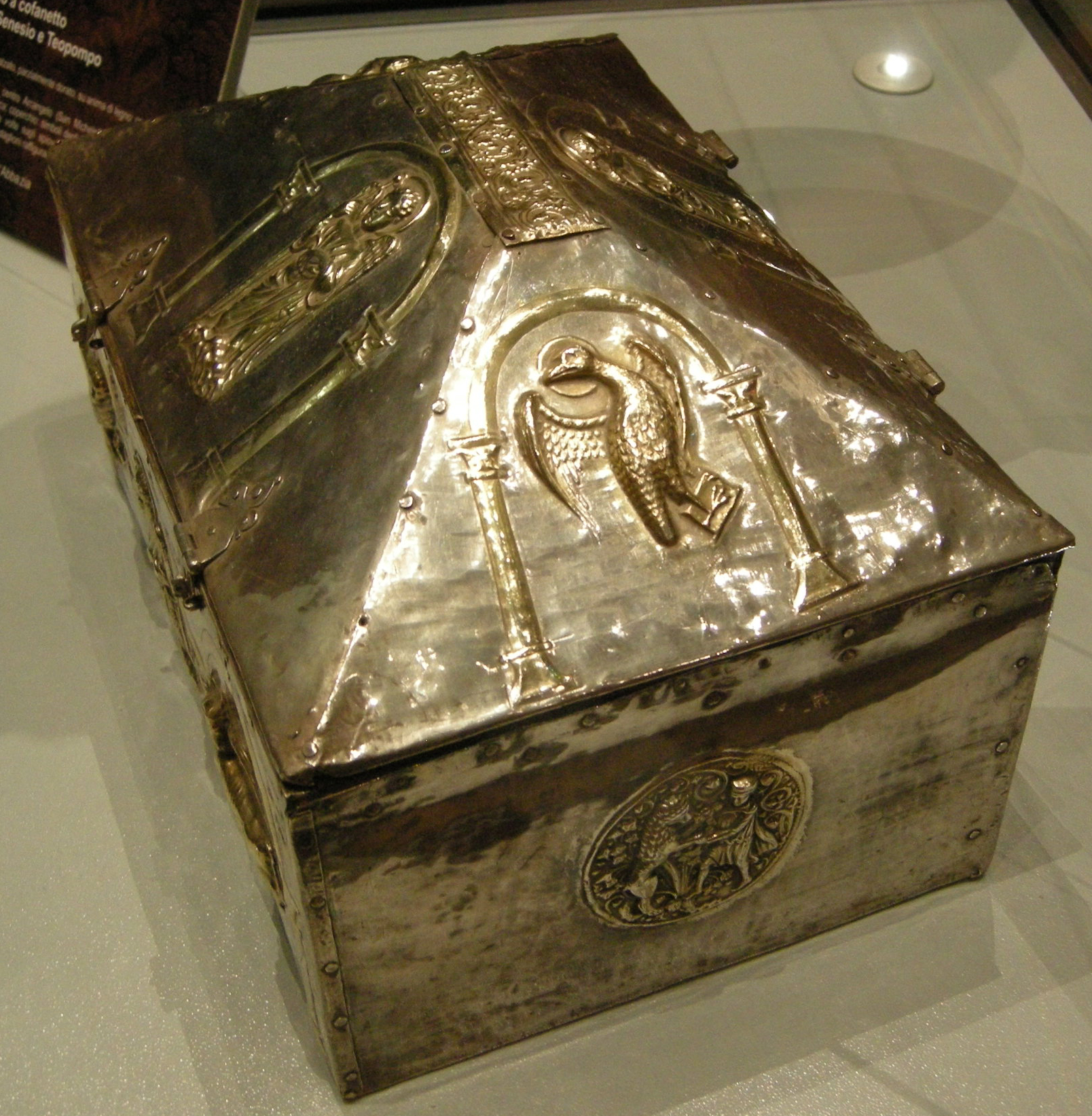
Lipsanoteca dei santi Senesio e Teopompo
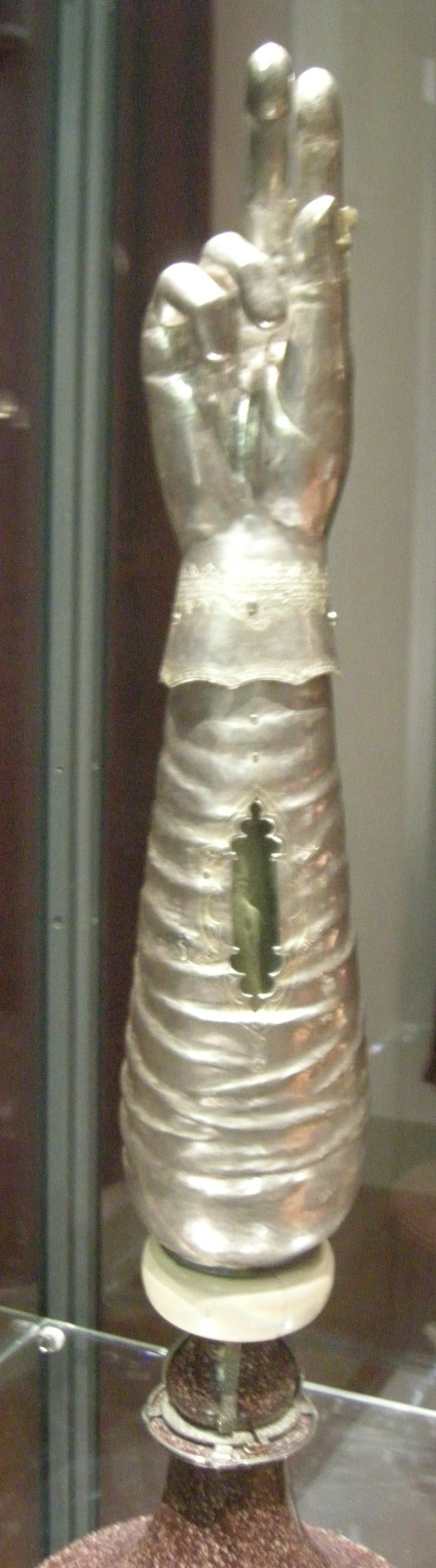
Reliquiario del braccio di san Silvestro
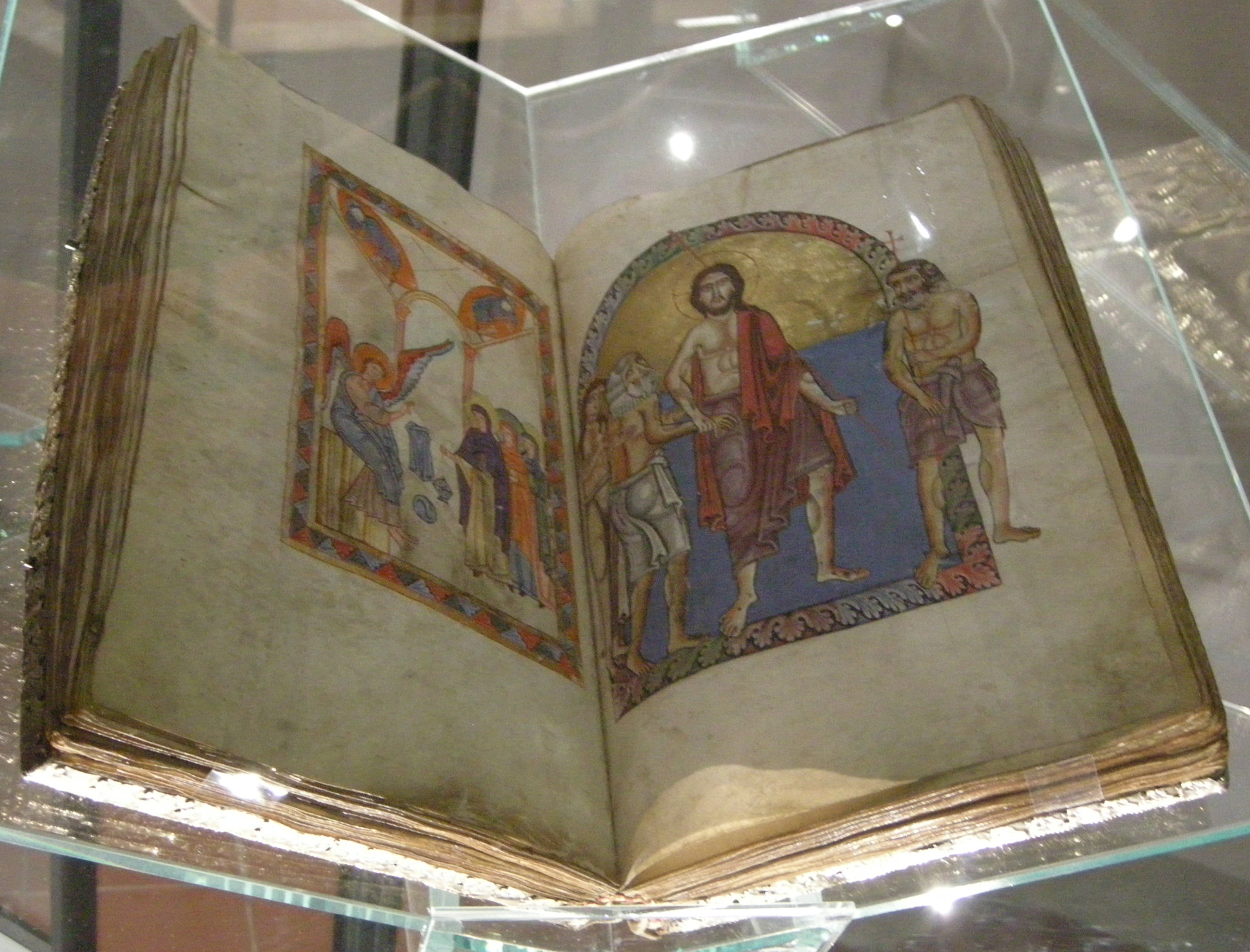
Evangeliario di Matilde di Canossa

### Sala III
Nella terza sala sono presentati:
- la raccolta di pergamene dell'archivio abbaziale, databili dal VIII al XIV secolo, tra le quali quelle recanti i monogrammi di Carlo Magno, Matilde di Canossa e Federico I Barbarossa;
- alcuni incunaboli e cinquecentine della Biblioteca Abbaziale.

### Sala IV
La sala conserva opere d'arte databili dal XV al XVII secolo, tra cui si ricordano:
- un polittico (1460) con cornice intagliata e dorata, di Michele di Matteo da Bologna
- la Pala dell'Ascensione di Gesù (XV secolo) di scuola ferrarese;
- la Croce astile dell'abate, dono dell'abate di Morimondo (XVI secolo);

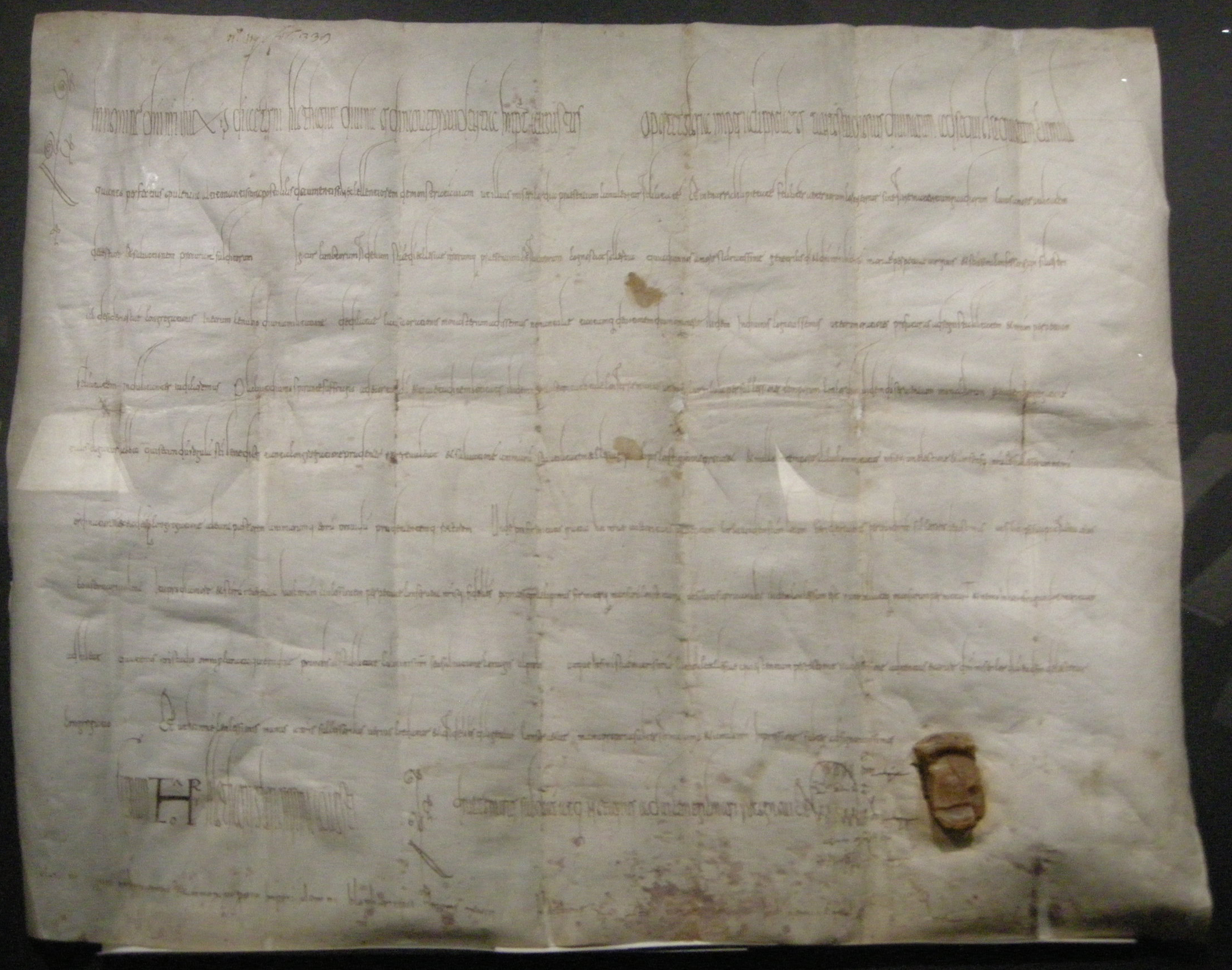
Documento di Lotario, anno 857
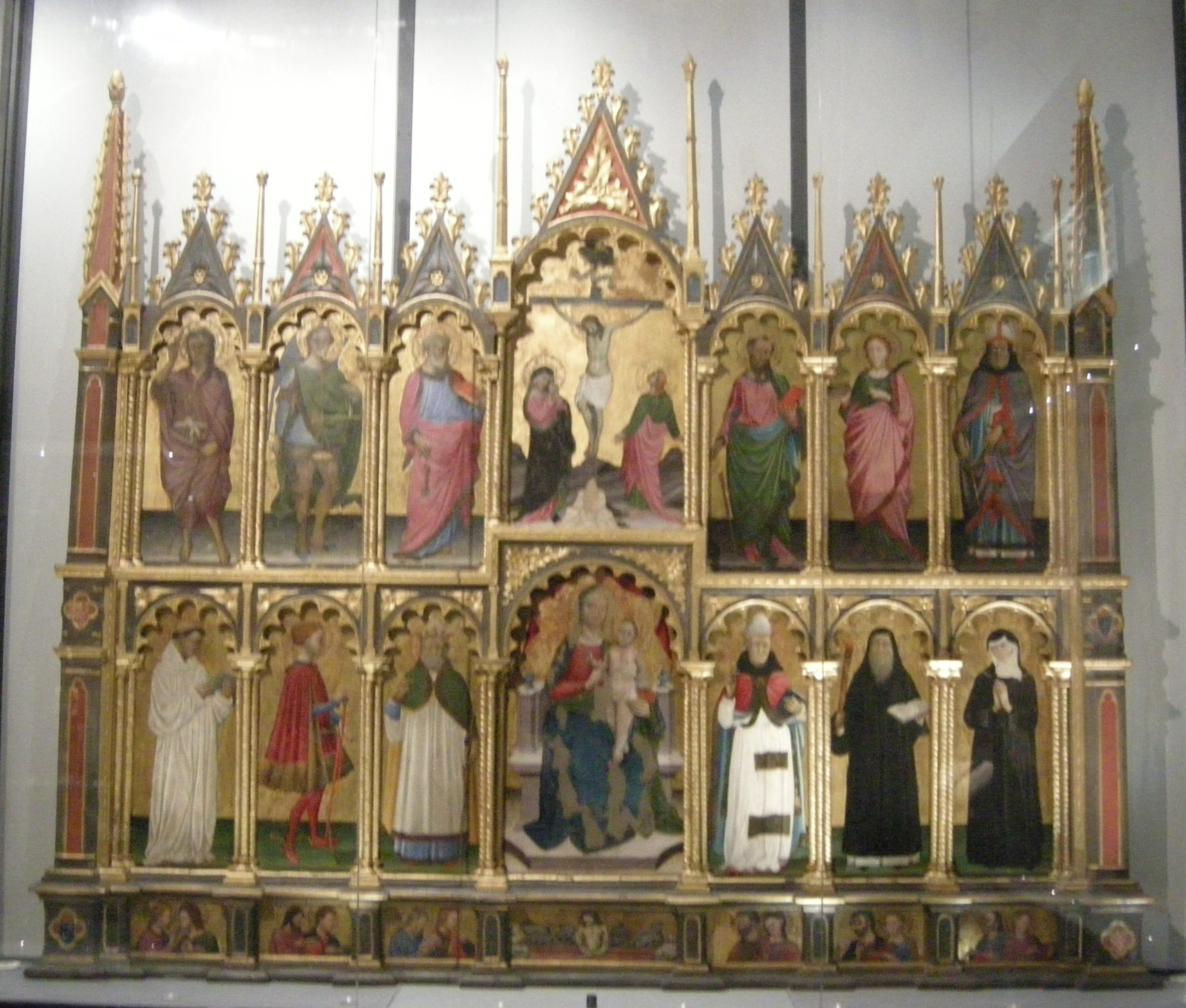
Polittico di Michele di Matteo da Bologna (inizio XV sec.)

### Sala V
La sala numero 5, che ripercorre la storia degli abati commendatari che fra il 1449 e il 1986 hanno retto l'abbazia e la diocesi, ospita uno spazio incentrato sulla figura di uno di questi, san Carlo Borromeo, abate fra il 1560 e il 1566. In quest'ultimo spazio si trovano una reliquia (una sua scarpa) e il dipinto San Carlo Borromeo che battezza un neonato durante la peste di Milano (1612) di Ludovico Carracci.
Inoltre, in questa sala sono esposti:
- il pastorale dell'abate Bonomi (1573 - 1582);
- l'anello dell'abate con rubino inastonato fra smeraldi e corniole;
- alcune lettere di corrispondenza di abati commendatari.